# Collet de Moreries
El Collet de Moreries és un coll dels contraforts nord-orientals del Massís del Canigó, a 1.266,7 metres d'altitud, en el terme comunal de Nyer, a la comarca del Conflent, de la Catalunya del Nord. És a la partida de Moreries, en una zona molt boscosa de l'esquerra de la Ribera de Mentet, al capdavall d'un contrafort oriental del Roc dels Traspassats.